# Юдиттен
Юди́ттен (нем. Juditten) — район Кёнигсберга, ныне часть Центрального района. Сельская община (нем. Landgemeinde) вблизи Кёнигсберга (с конца XIX века — его пригород). В письменных хрониках упоминается с 1288 года — момента постройки в селении кирхи. Но само селение существовало уже значительно раньше.

## История
Происхождение названия «Юдиттен» уходит корнями в прусский язык. По некоторым версиям, в этой местности находилось поселение племени юдов (выходцев из Ютландии). По другим — таким было имя правившего здесь князя.
В 1288 году, с приходом Тевтонского ордена, в селении строится кирха. Поблизости от неё с 1406 года были построены оборонительные сооружения.
В 1626 году их подновили ввиду угрозы шведского вторжения, которое состоялось в 1655 году во время Северной войны Швеции с Речью Посполитой.
В 1875 году построен Форт № 6 — Королева Луиза.
В 1898 году на окраине Юдиттена построили Пансионат для выздоравливающих им. кайзера Вильгельма I (после Первой мировой войны — Дом ухода за престарелыми, сейчас — одно из зданий Областного противотуберкулёзного диспансера). С конца XIX века в районе возводятся новые дома и виллы для жителей Кёнигсберга.
С XIX века в районе существует Лесопарк им. Теодора Кроне в Юдиттене (в 1960-е годы при попытке прокладки трассы мотокросса был нанесён ущерб ландшафту парка и уничтожена часть редких деревьев и кустарников).
16 июня 1927 года поселение было включено в состав города в качестве района (нем. Stadtkreis).
25 июля 1947 года на основе районов Юдиттен, Хуфен, Амалиенау, Коссе, Лавскен и Ратсхоф образован Сталинградский (впоследствии Октябрьский) район. В настоящее время является частью Центрального района Калининграда.

## Достопримечательности
- Юдиттен-кирха
- Форт № 6 — Королева Луиза

## Численность населения
- 1820 год — 850 человек.
- 1 декабря 1910 года — 2130 человек.

## Знаменитости Юдиттена
- Готтшед, Иоганн Кристоф — известный немецкий писатель и деятель культуры, критик, историк литературы и театра, теоретик раннего Просвещения.
- Куенхайм, Эберхард фон (нем. Eberhard von Kuenheim, родился 2 октября 1928 г.) — немецкий менеджер, председатель Наблюдательного совета БМВ, почётный сенатор Мюнхенского технического университета.
- Дурбан-Хофман, Эрика (нем. Erika Durban-Hofmann, 1922—2005) — немецкая художница